# Формула-1 — Чемпіонат 1993
Формула-1 1993 року — сезон чемпіонату світу з автоперегонів у класі Формула-1, який проводився під егідою FIA. Чемпіонат відбувся у період з березня по листопад та складався з 16 Гран-прі. Сезон розпочався на Гран-прі Південної Африки 14 березня та закінчився на Гран-прі Австралії 7 листопада. Ален Прост здобув свій четвертий і останній титул, а його команда Williams-Renault виборола Кубок конструкторів.

## Команди та пілоти
Наступні команди та пілоти брали участь у Чемпіонаті світу 1993 року. Постачальник шин для всіх команд — Goodyear.
| Команда                  | Конструктор           | Шасі       | Двигун                                    | №  | Пілот                | Гран-прі   |
| ------------------------ | --------------------- | ---------- | ----------------------------------------- | -- | -------------------- | ---------- |
| Canon Williams           | Williams-Renault      | FW15C      | Renault RS5 3.5 V10                       | 0  | Деймон Гілл          | Всі        |
| Canon Williams           | Williams-Renault      | FW15C      | Renault RS5 3.5 V10                       | 2  | Ален Прост           | Всі        |
| Tyrrell                  | Tyrrell-Yamaha        | 020C 021   | Yamaha OX10A 3.5 V10                      | 3  | Укіо Катаяма         | Всі        |
| Tyrrell                  | Tyrrell-Yamaha        | 020C 021   | Yamaha OX10A 3.5 V10                      | 4  | Андреа де Чезаріс    | Всі        |
| Camel Benetton Ford      | Benetton-Ford         | B193 B193B | Ford HBA7 3.5 V8 Ford HBA8 3.5 V8         | 5  | Міхаель Шумахер      | Всі        |
| Camel Benetton Ford      | Benetton-Ford         | B193 B193B | Ford HBA7 3.5 V8 Ford HBA8 3.5 V8         | 6  | Ріккардо Патрезе     | Всі        |
| Marlboro McLaren         | McLaren-Ford          | MP4/8      | Ford HBE7 3.5 V8 Ford HBA8 3.5 V8         | 7  | Майкл Андретті       | 1–13       |
| Marlboro McLaren         | McLaren-Ford          | MP4/8      | Ford HBE7 3.5 V8 Ford HBA8 3.5 V8         | 7  | Міка Гаккінен        | 14–16      |
| Marlboro McLaren         | McLaren-Ford          | MP4/8      | Ford HBE7 3.5 V8 Ford HBA8 3.5 V8         | 8  | Айртон Сенна         | Всі        |
| Footwork Mugen Honda     | Footwork-Mugen-Honda  | FA13B FA14 | Mugen-Honda MF-351 HB 3.5 V10             | 9  | Дерек Ворвік         | Всі        |
| Footwork Mugen Honda     | Footwork-Mugen-Honda  | FA13B FA14 | Mugen-Honda MF-351 HB 3.5 V10             | 10 | Аґурі Судзукі        | Всі        |
| Team Castrol Lotus       | Lotus-Ford            | 107B       | Ford HBD6 3.5 V8                          | 11 | Алессандро Дзанарді  | 1–12       |
| Team Castrol Lotus       | Lotus-Ford            | 107B       | Ford HBD6 3.5 V8                          | 11 | Педро Ламі           | 13–16      |
| Team Castrol Lotus       | Lotus-Ford            | 107B       | Ford HBD6 3.5 V8                          | 12 | Джонні Герберт       | Всі        |
| Sasol Jordan             | Jordan-Hart           | 193        | Hart 1035 3.5 V10                         | 14 | Рубенс Баррікелло    | Всі        |
| Sasol Jordan             | Jordan-Hart           | 193        | Hart 1035 3.5 V10                         | 15 | Іван Капеллі         | 1–2        |
| Sasol Jordan             | Jordan-Hart           | 193        | Hart 1035 3.5 V10                         | 15 | Тьєрі Бутсен         | 3–12       |
| Sasol Jordan             | Jordan-Hart           | 193        | Hart 1035 3.5 V10                         | 15 | Марко Апічелла       | 13         |
| Sasol Jordan             | Jordan-Hart           | 193        | Hart 1035 3.5 V10                         | 15 | Емануель Наспетті    | 14         |
| Sasol Jordan             | Jordan-Hart           | 193        | Hart 1035 3.5 V10                         | 15 | Едді Ірвайн          | 15–16      |
| March F1                 | March-Ilmor           | CG911C     | Ilmor 2175A 3.5 V10                       | 16 | Ян Ламмерс           | Без участі |
| March F1                 | March-Ilmor           | CG911C     | Ilmor 2175A 3.5 V10                       | 17 | Жан-Марк Гунон       | Без участі |
| Larrousse F1             | Larrousse-Lamborghini | LH93       | Lamborghini 3512 3.5 V12                  | 19 | Філіпп Алліо         | 1–14       |
| Larrousse F1             | Larrousse-Lamborghini | LH93       | Lamborghini 3512 3.5 V12                  | 19 | Тошіо Судзукі        | 15–16      |
| Larrousse F1             | Larrousse-Lamborghini | LH93       | Lamborghini 3512 3.5 V12                  | 20 | Ерік Кома            | Всі        |
| Lola BMS Scuderia Italia | Lola-Ferrari          | T93/30     | Ferrari 040 3.5 V12                       | 21 | Мікеле Альборето     | 1–14       |
| Lola BMS Scuderia Italia | Lola-Ferrari          | T93/30     | Ferrari 040 3.5 V12                       | 22 | Лука Бадоер          | 1–14       |
| Minardi Team             | Minardi-Ford          | M193       | Ford HBC6 3.5 V8                          | 23 | Крістіан Фіттіпальді | 1–14       |
| Minardi Team             | Minardi-Ford          | M193       | Ford HBC6 3.5 V8                          | 23 | Жан-Марк Гунон       | 15–16      |
| Minardi Team             | Minardi-Ford          | M193       | Ford HBC6 3.5 V8                          | 24 | Фабріціо Барбацца    | 1–8        |
| Minardi Team             | Minardi-Ford          | M193       | Ford HBC6 3.5 V8                          | 24 | П'єрлуїджі Мартіні   | 9–16       |
| Ligier Gitanes Blondes   | Ligier-Renault        | JS39       | Renault RS5 3.5 V10                       | 25 | Мартін Брандл        | Всі        |
| Ligier Gitanes Blondes   | Ligier-Renault        | JS39       | Renault RS5 3.5 V10                       | 26 | Марк Бланделл        | Всі        |
| Scuderia Ferrari         | Ferrari               | F93A       | Ferrari 041 3.5 V12                       | 27 | Жан Алезі            | Всі        |
| Scuderia Ferrari         | Ferrari               | F93A       | Ferrari 041 3.5 V12                       | 28 | Герхард Бергер       | Всі        |
| Team Sauber Formula 1    | Sauber                | C12        | Sauber 2175A 3.5 V10 Sauber 2175B 3.5 V10 | 29 | Карл Вендлінгер      | Всі        |
| Team Sauber Formula 1    | Sauber                | C12        | Sauber 2175A 3.5 V10 Sauber 2175B 3.5 V10 | 30 | Юркі Ярвілехто       | Всі        |
| Джерело:                 |                       |            |                                           |    |                      |            |

## Календар
| №        | Гран-прі                  | Траса                                  | Дата        |
| -------- | ------------------------- | -------------------------------------- | ----------- |
| 1        | Гран-прі Південної Африки | К'яламі, Мідранд                       | 14 березня  |
| 2        | Гран-прі Бразилії         | Інтерлагус, Сан-Паулу                  | 28 березня  |
| 3        | Гран-прі Європи           | Донінгтон Парк, Лестершир              | 11 квітня   |
| 4        | Гран-прі Сан-Марино       | Автодром Енцо та Діно Феррарі, Імола   | 25 квітня   |
| 5        | Гран-прі Іспанії          | Каталунья, Монмало                     | 9 травня    |
| 6        | Гран-прі Монако           | Міська траса Монте-Карло, Монте-Карло  | 23 травня   |
| 7        | Гран-прі Канади           | Автодром імені Жиля Вільнева, Монреаль | 13 червня   |
| 8        | Гран-прі Франції          | Невер Маньї-Кур, Маньї-Кур             | 4 липня     |
| 9        | Гран-прі Великої Британії | Автодром Сільверстоун, Сільверстоун    | 11 липня    |
| 10       | Гран-прі Німеччини        | Гоккенгаймринг, Гоккенгайм             | 25 липня    |
| 11       | Гран-прі Угорщини         | Хунгароринг, Модьород                  | 15 серпня   |
| 12       | Гран-прі Бельгії          | Спа-Франкоршам, Спа                    | 29 серпня   |
| 13       | Гран-прі Італії           | Автодром Монца, Монца                  | 12 вересня  |
| 14       | Гран-прі Португалії       | Ешторільський автодром, Ешторіл        | 26 вересня  |
| 15       | Гран-прі Японії           | Міжнародний автодром Судзуки, Судзука  | 24 жовтня   |
| 16       | Гран-прі Австралії        | Вулична траса Аделаїди, Аделаїда       | 7 листопада |
| Джерело: |                           |                                        |             |

### Зміни в календарі
- Гран-прі Мексики був видалений з календаря вдруге після семи років через проблеми безпеки пов'язаної з дуже нерівною поверхнею автодрому імені Братів Родрігес.

- Гран-прі Азії було заплановане на 4 квітня та мало пройти на трасі Автополіс в Японії, щоб замінити Гран-прі Мексики. Однак цим планам не вдалося здійснитися, і гонку скасували.

- Гран-прі Європи було додано як заміна скасованого Гран-прі Азії. Гонку було проведено на трасі Донінгтон Парк.

- Гран-прі Сан-Марино та Гран-прі Іспанії помінялися місцями в календарі.

## Результати та положення в заліках

### Гран-прі
| №        | Гран-прі                  | Поул-позиція | Швидке коло     | Переможець      | Конструктор      | Звіт |
| -------- | ------------------------- | ------------ | --------------- | --------------- | ---------------- | ---- |
| 1        | Гран-прі Південної Африки | Ален Прост   | Ален Прост      | Ален Прост      | Williams-Renault | Звіт |
| 2        | Гран-прі Бразилії         | Ален Прост   | Міхаель Шумахер | Айртон Сенна    | McLaren-Ford     | Звіт |
| 3        | Гран-прі Європи           | Ален Прост   | Айртон Сенна    | Айртон Сенна    | McLaren-Ford     | Звіт |
| 4        | Гран-прі Сан-Марино       | Ален Прост   | Ален Прост      | Ален Прост      | Williams-Renault | Звіт |
| 5        | Гран-прі Іспанії          | Ален Прост   | Міхаель Шумахер | Ален Прост      | Williams-Renault | Звіт |
| 6        | Гран-прі Монако           | Ален Прост   | Ален Прост      | Айртон Сенна    | McLaren-Ford     | Звіт |
| 7        | Гран-прі Канади           | Ален Прост   | Міхаель Шумахер | Ален Прост      | Williams-Renault | Звіт |
| 8        | Гран-прі Франції          | Деймон Гілл  | Міхаель Шумахер | Ален Прост      | Williams-Renault | Звіт |
| 9        | Гран-прі Великої Британії | Ален Прост   | Деймон Гілл     | Ален Прост      | Williams-Renault | Звіт |
| 10       | Гран-прі Німеччини        | Ален Прост   | Міхаель Шумахер | Ален Прост      | Williams-Renault | Звіт |
| 11       | Гран-прі Угорщини         | Ален Прост   | Ален Прост      | Деймон Гілл     | Williams-Renault | Звіт |
| 12       | Гран-прі Бельгії          | Ален Прост   | Ален Прост      | Деймон Гілл     | Williams-Renault | Звіт |
| 13       | Гран-прі Італії           | Ален Прост   | Деймон Гілл     | Деймон Гілл     | Williams-Renault | Звіт |
| 14       | Гран-прі Португалії       | Деймон Гілл  | Деймон Гілл     | Міхаель Шумахер | Benetton-Ford    | Звіт |
| 15       | Гран-прі Японії           | Ален Прост   | Ален Прост      | Айртон Сенна    | McLaren-Ford     | Звіт |
| 16       | Гран-прі Австралії        | Айртон Сенна | Деймон Гілл     | Айртон Сенна    | McLaren-Ford     | Звіт |
| Джерело: |                           |              |                 |                 |                  |      |

### Пілоти
Очки отримують перші шість пілотів.
| Позиція | 1-ша | 2-га | 3-тя | 4-та | 5-та | 6-та |
| Очки    | 10   | 6    | 4    | 3    | 2    | 1    |

| Поз.     | Пілот                | ПАР  | БРА  | ЄВР  | СМР  | ІСП  | МОН  | КАН  | ФРА  | ВЕЛ  | НІМ  | УГО  | БЕЛ  | ІТА  | ПОР  | ЯПО  | АВС  | Очки |
| -------- | -------------------- | ---- | ---- | ---- | ---- | ---- | ---- | ---- | ---- | ---- | ---- | ---- | ---- | ---- | ---- | ---- | ---- | ---- |
| 1        | Ален Прост           | 1    | Схід | 3    | 1    | 1    | 4    | 1    | 1    | 1    | 1    | 12   | 3    | 12†  | 2    | 2    | 2    | 99   |
| 2        | Айртон Сенна         | 2    | 1    | 1    | Схід | 2    | 1    | 18†  | 4    | 5†   | 4    | Схід | 4    | Схід | Схід | 1    | 1    | 73   |
| 3        | Деймон Гілл          | Схід | 2    | 2    | Схід | Схід | 2    | 3    | 2    | Схід | 15†  | 1    | 1    | 1    | 3    | 4    | 3    | 69   |
| 4        | Міхаель Шумахер      | Схід | 3    | Схід | 2    | 3    | Схід | 2    | 3    | 2    | 2    | Схід | 2    | Схід | 1    | Схід | Схід | 52   |
| 5        | Ріккардо Патрезе     | Схід | Схід | 5    | Схід | 4    | Схід | Схід | 10   | 3    | 5    | 2    | 6    | 5    | 16†  | Схід | 8†   | 20   |
| 6        | Жан Алезі            | Схід | 8    | Схід | Схід | Схід | 3    | Схід | Схід | 9    | 7    | Схід | Схід | 2    | 4    | Схід | 4    | 16   |
| 7        | Мартін Брандл        | Схід | Схід | Схід | 3    | Схід | 6    | 5    | 5    | 14†  | 8    | 5    | 7    | Схід | 6    | 9    | 6    | 13   |
| 8        | Герхард Бергер       | 6†   | Схід | Схід | Схід | 6    | 14†  | 4    | 14   | Схід | 6    | 3    | 10†  | Схід | Схід | Схід | 5    | 12   |
| 9        | Джонні Герберт       | Схід | 4    | 4    | 8†   | Схід | Схід | 10   | Схід | 4    | 10   | Схід | 5    | Схід | Схід | 11   | Схід | 11   |
| 10       | Марк Бланделл        | 3    | 5    | Схід | Схід | 7    | Схід | Схід | Схід | 7    | 3    | 7    | 11†  | Схід | Схід | 7    | 9    | 10   |
| 11       | Майкл Андретті       | Схід | Схід | Схід | Схід | 5    | 8    | 14   | 6    | Схід | Схід | Схід | 8    | 3    |      |      |      | 7    |
| 12       | Карл Вендлінгер      | Схід | Схід | Схід | Схід | Схід | 13   | 6    | Схід | Схід | 9    | 6    | Схід | 4    | 5    | Схід | 15†  | 7    |
| 13       | Юркі Ярвілехто       | 5    | Схід | Схід | 4†   | Схід | Схід | 7    | Схід | 8    | Схід | Схід | 9    | Схід | 7    | 8    | Схід | 5    |
| 14       | Крістіан Фіттіпальді | 4    | Схід | 7    | Схід | 8    | 5    | 9    | 8    | 12†  | 11   | Схід | Схід | 8    | 9    |      |      | 5    |
| 15       | Міка Гаккінен        |      |      |      |      |      |      |      |      |      |      |      |      |      | Схід | 3    | Схід | 4    |
| 16       | Дерек Ворвік         | 7†   | 9    | Схід | Схід | 13   | Схід | 16   | 13   | 6    | 17   | 4    | Схід | Схід | 15†  | 14†  | 10   | 4    |
| 17       | Філіпп Алліо         | Схід | 7    | Схід | 5    | Схід | 12   | Схід | 9    | 11   | 12   | 8    | 12   | 9    | 10   |      |      | 2    |
| 18       | Рубенс Баррікелло    | Схід | Схід | 10†  | Схід | 12   | 9    | Схід | 7    | 10   | Схід | Схід | Схід | Схід | 13   | 5    | 11   | 2    |
| 19       | Фабріціо Барбацца    | Схід | Схід | 6    | 6    | Схід | 11   | Схід | Схід |      |      |      |      |      |      |      |      | 2    |
| 20       | Алессандро Дзанарді  | Схід | 6    | 8    | Схід | 14†  | 7    | 11   | Схід | Схід | Схід | Схід | НС   |      |      |      |      | 1    |
| 21       | Ерік Кома            | Схід | 10   | 9    | Схід | 9    | Схід | 8    | 16†  | Схід | Схід | Схід | Схід | 6    | 11   | Схід | 12   | 1    |
| 22       | Едді Ірвайн          |      |      |      |      |      |      |      |      |      |      |      |      |      |      | 6    | Схід | 1    |
| —        | П'єрлуїджі Мартіні   |      |      |      |      |      |      |      |      | Схід | 14   | Схід | Схід | 7    | 8    | 10   | Схід | 0    |
| —        | Аґурі Судзукі        | Схід | Схід | Схід | 9    | 10   | Схід | 13   | 12   | Схід | Схід | Схід | Схід | Схід | Схід | Схід | 7    | 0    |
| —        | Лука Бадоер          | Схід | 12   | НКВ  | 7    | Схід | НКВ  | 15   | Схід | Схід | Схід | Схід | 13   | 10   | 14   |      |      | 0    |
| —        | Тьєрі Бутсен         |      |      | Схід | Схід | 11   | Схід | 12   | 11   | Схід | 13   | 9    | Схід |      |      |      |      | 0    |
| —        | Андреа де Чезаріс    | Схід | Схід | Схід | Схід | ДСК  | 10   | Схід | 15   | НКЛ  | Схід | 11   | Схід | 13†  | 12   | Схід | 13   | 0    |
| —        | Укіо Катаяма         | Схід | Схід | Схід | Схід | Схід | Схід | 17   | Схід | 13   | Схід | 10   | 15   | 14   | Схід | Схід | Схід | 0    |
| —        | Мікеле Альборето     | Схід | 11   | 11   | НКВ  | НКВ  | Схід | НКВ  | НКВ  | НКВ  | 16   | Схід | 14   | Схід | Схід |      |      | 0    |
| —        | Педро Ламі           |      |      |      |      |      |      |      |      |      |      |      |      | 11†  | Схід | 13†  | Схід | 0    |
| —        | Тошіо Судзукі        |      |      |      |      |      |      |      |      |      |      |      |      |      |      | 12   | 14   | 0    |
| —        | Жан-Марк Гунон       |      |      |      |      |      |      |      |      |      |      |      |      |      |      | Схід | Схід | 0    |
| —        | Іван Капеллі         | Схід | НКВ  |      |      |      |      |      |      |      |      |      |      |      |      |      |      | 0    |
| —        | Марко Апічелла       |      |      |      |      |      |      |      |      |      |      |      |      | Схід |      |      |      | 0    |
| —        | Емануель Наспетті    |      |      |      |      |      |      |      |      |      |      |      |      |      | Схід |      |      | 0    |
| Поз.     | Пілот                | ПАР  | БРА  | ЄВР  | СМР  | ІСП  | МОН  | КАН  | ФРА  | ВЕЛ  | НІМ  | УГО  | БЕЛ  | ІТА  | ПОР  | ЯПО  | АВС  | Очки |
| Джерело: |                      |      |      |      |      |      |      |      |      |      |      |      |      |      |      |      |      |      |

| Приклад      | Опис                                                              |
| ------------ | ----------------------------------------------------------------- |
| 1            | Переможець                                                        |
| 2            | Друге місце                                                       |
| 3            | Третє місце                                                       |
| 5            | Фінішував у очковій зоні                                          |
| 12           | Фінішував поза очковою зоною                                      |
| НКЛ          | Фінішував, але не класифікований                                  |
| Схід         | Не фінішував і не класифікований                                  |
| НКВ          | Не кваліфікований                                                 |
| НПКВ         | Не передкваліфікований                                            |
| ДСК          | Дискваліфікований                                                 |
| ТТР          | Брав участь тільки в тренуваннях                                  |
| тест         | Тестер по п'ятницях (з 2003 року)                                 |
| НС           | Брав участь у Гран-прі як бойовий пілот, але не стартував у гонці |
| Т            | Травмований чи хворий                                             |
| Викл         | Виключений із протоколу                                           |
| Від          | Відмова від участі                                                |
| НТР          | Не брав участі в тренуваннях                                      |
| НПР          | Не прибув на Гран-прі                                             |
| С            | Гонка скасована                                                   |
|              | Не брав участі                                                    |
| Жирний шрифт | Поул-позиція                                                      |
| Курсив       | Швидке коло                                                       |

Примітки:
- — Пілоти, що не фінішували на Гран-прі, але були класифіковані, оскільки подолали понад 90 % дистанції.

### Конструктори
| Поз.     | Конструктор           | №  | ПАР  | БРА  | ЄВР  | СМР  | ІСП  | МОН  | КАН  | ФРА  | ВЕЛ  | НІМ  | УГО  | БЕЛ  | ІТА  | ПОР  | ЯПО  | АВС  | Очки |
| -------- | --------------------- | -- | ---- | ---- | ---- | ---- | ---- | ---- | ---- | ---- | ---- | ---- | ---- | ---- | ---- | ---- | ---- | ---- | ---- |
| 1        | Williams-Renault      | 0  | Схід | 2    | 2    | Схід | Схід | 2    | 3    | 2    | Схід | 15†  | 1    | 1    | 1    | 3    | 4    | 3    | 168  |
| 1        | Williams-Renault      | 2  | 1    | Схід | 3    | 1    | 1    | 4    | 1    | 1    | 1    | 1    | 12   | 3    | 12†  | 2    | 2    | 2    | 168  |
| 2        | McLaren-Ford          | 7  | Схід | Схід | Схід | Схід | 5    | 8    | 14   | 6    | Схід | Схід | Схід | 8    | 3    | Схід | 3    | Схід | 84   |
| 2        | McLaren-Ford          | 8  | 2    | 1    | 1    | Схід | 2    | 1    | 18†  | 4    | 5†   | 4    | Схід | 4    | Схід | Схід | 1    | 1    | 84   |
| 3        | Benetton-Ford         | 5  | Схід | 3    | Схід | 2    | 3    | Схід | 2    | 3    | 2    | 2    | Схід | 2    | Схід | 1    | Схід | Схід | 72   |
| 3        | Benetton-Ford         | 6  | Схід | Схід | 5    | Схід | 4    | Схід | Схід | 10   | 3    | 5    | 2    | 6    | 5    | 16†  | Схід | 8†   | 72   |
| 4        | Ferrari               | 27 | Схід | 8    | Схід | Схід | Схід | 3    | Схід | Схід | 9    | 7    | Схід | Схід | 2    | 4    | Схід | 4    | 28   |
| 4        | Ferrari               | 28 | 6†   | Схід | Схід | Схід | 6    | 14†  | 4    | 14   | Схід | 6    | 3    | 10†  | Схід | Схід | Схід | 5    | 28   |
| 5        | Ligier-Renault        | 25 | Схід | Схід | Схід | 3    | Схід | 6    | 5    | 5    | 14†  | 8    | 5    | 7    | Схід | 6    | 9    | 6    | 23   |
| 5        | Ligier-Renault        | 26 | 3    | 5    | Схід | Схід | 7    | Схід | Схід | Схід | 7    | 3    | 7    | 11†  | Схід | Схід | 7    | 9    | 23   |
| 6        | Lotus-Ford            | 11 | Схід | 6    | 8    | Схід | 14†  | 7    | 11   | Схід | Схід | Схід | Схід | НС   | 11†  | Схід | 13†  | Схід | 12   |
| 6        | Lotus-Ford            | 12 | Схід | 4    | 4    | 8†   | Схід | Схід | 10   | Схід | 4    | 10   | Схід | 5    | Схід | Схід | 11   | Схід | 12   |
| 7        | Sauber                | 29 | Схід | Схід | Схід | Схід | Схід | 13   | 6    | Схід | Схід | 9    | 6    | Схід | 4    | 5    | Схід | 15†  | 12   |
| 7        | Sauber                | 30 | 5    | Схід | Схід | 4†   | Схід | Схід | 7    | Схід | 8    | Схід | Схід | 9    | Схід | 7    | 8    | Схід | 12   |
| 8        | Minardi-Ford          | 23 | 4    | Схід | 7    | Схід | 8    | 5    | 9    | 8    | 12†  | 11   | Схід | Схід | 8    | 9    | Схід | Схід | 7    |
| 8        | Minardi-Ford          | 24 | Схід | Схід | 6    | 6    | Схід | 11   | Схід | Схід | Схід | 14   | Схід | Схід | 7    | 8    | 10   | Схід | 7    |
| 9        | Footwork-Mugen-Honda  | 9  | 7†   | 9    | Схід | Схід | 13   | Схід | 16   | 13   | 6    | 17   | 4    | Схід | Схід | 15†  | 14†  | 10   | 4    |
| 9        | Footwork-Mugen-Honda  | 10 | Схід | Схід | Схід | 9    | 10   | Схід | 13   | 12   | Схід | Схід | Схід | Схід | Схід | Схід | Схід | 7    | 4    |
| 10       | Larrousse-Lamborghini | 19 | Схід | 7    | Схід | 5    | Схід | 12   | Схід | 9    | 11   | 12   | 8    | 12   | 9    | 10   | 12   | 14   | 3    |
| 10       | Larrousse-Lamborghini | 20 | Схід | 10   | 9    | Схід | 9    | Схід | 8    | 16†  | Схід | Схід | Схід | Схід | 6    | 11   | Схід | 12   | 3    |
| 11       | Jordan-Hart           | 14 | Схід | Схід | 10†  | Схід | 12   | 9    | Схід | 7    | 10   | Схід | Схід | Схід | Схід | 13   | 5    | 11   | 3    |
| 11       | Jordan-Hart           | 15 | Схід | НКВ  | Схід | Схід | 11   | Схід | 12   | 11   | Схід | 13   | 9    | Схід | Схід | Схід | 6    | Схід | 3    |
| —        | Lola-Ferrari          | 21 | Схід | 11   | 11   | НКВ  | НКВ  | Схід | НКВ  | НКВ  | НКВ  | 16   | Схід | 14   | Схід | Схід |      |      | 0    |
| —        | Lola-Ferrari          | 22 | Схід | 12   | НКВ  | 7    | Схід | НКВ  | 15   | Схід | Схід | Схід | Схід | 13   | 10   | 14   |      |      | 0    |
| —        | Tyrrell-Yamaha        | 3  | Схід | Схід | Схід | Схід | Схід | Схід | 17   | Схід | 13   | Схід | 10   | 15   | 14   | Схід | Схід | Схід | 0    |
| —        | Tyrrell-Yamaha        | 4  | Схід | Схід | Схід | Схід | ДСК  | 10   | Схід | 15   | НКЛ  | Схід | 11   | Схід | 13   | 12   | Схід | 13   | 0    |
| Поз.     | Конструктор           | №  | ПАР  | БРА  | ЄВР  | СМР  | ІСП  | МОН  | КАН  | ФРА  | ВЕЛ  | НІМ  | УГО  | БЕЛ  | ІТА  | ПОР  | ЯПО  | АВС  | Очки |
| Джерело: |                       |    |      |      |      |      |      |      |      |      |      |      |      |      |      |      |      |      |      |

| Приклад      | Опис                                                              |
| ------------ | ----------------------------------------------------------------- |
| 1            | Переможець                                                        |
| 2            | Друге місце                                                       |
| 3            | Третє місце                                                       |
| 5            | Фінішував у очковій зоні                                          |
| 12           | Фінішував поза очковою зоною                                      |
| НКЛ          | Фінішував, але не класифікований                                  |
| Схід         | Не фінішував і не класифікований                                  |
| НКВ          | Не кваліфікований                                                 |
| НПКВ         | Не передкваліфікований                                            |
| ДСК          | Дискваліфікований                                                 |
| ТТР          | Брав участь тільки в тренуваннях                                  |
| тест         | Тестер по п'ятницях (з 2003 року)                                 |
| НС           | Брав участь у Гран-прі як бойовий пілот, але не стартував у гонці |
| Т            | Травмований чи хворий                                             |
| Викл         | Виключений із протоколу                                           |
| Від          | Відмова від участі                                                |
| НТР          | Не брав участі в тренуваннях                                      |
| НПР          | Не прибув на Гран-прі                                             |
| С            | Гонка скасована                                                   |
|              | Не брав участі                                                    |
| Жирний шрифт | Поул-позиція                                                      |
| Курсив       | Швидке коло                                                       |

Примітки:
- — Пілоти, що не фінішували на Гран-прі, але були класифіковані, оскільки подолали понад 90 % дистанції.

### Результати змагань поза чемпіонатом
Сезон 1993 року також включав одне змагання, що не зараховувалося до Чемпіонату світу — Indoor Trophy Формули-1 на Болонському автосалоні.
| Гонка                   | Місце                | Дата        | Переможець        | Конструктор | Звіт |
| ----------------------- | -------------------- | ----------- | ----------------- | ----------- | ---- |
| Indoor Trophy Формули-1 | Болонський автосалон | 4, 5 грудня | Рубенс Баррікелло | Jordan      | Звіт |

## Посилання

Портал:Формула-1

## Виноски
1. ↑  Через відхід чинного чемпіона Найджела Менселла з Формули-1, номер 1 не присвоювався жодному боліду; Деймон Гілл виступав на боліді під номером 0.
2. ↑  Незважаючи на те, що команда March була внесена до списку учасників, вона не взяла участі в жодній гонці.